# Holiare
Holiare (in ungherese Gellér) è un comune della Slovacchia facente parte del distretto di Komárno, nella regione di Nitra.